# 2019-es Formula–2 azeri nagydíj
A 2019-es FIA Formula–2 azeri nagydíj egy két futamból álló versenyhétvége volt, amelyet április 27-28. között rendeztek meg a Baku City Circuit versenypályán Azerbajdzsánban. Ez volt a második fordulója a 2019-es FIA Formula–2 szezonnak. A versenyeket a Formula–1 azeri nagydíj betétfutamaiként tartották meg. A főversenyt a brit Jack Aitken, míg a sprintversenyt a kanadai Nicholas Latifi nyerte meg.

## Eredmények

### Kvalifikáció
| Poz.                  | #  | Versenyző            | Csapat                        | Idő        | Különbség | Rajthely |
| --------------------- | -- | -------------------- | ----------------------------- | ---------- | --------- | -------- |
| 1                     | 2  | Macusita Nobuharu    | Carlin                        | 1:54.555   | –         | 1        |
| 2                     | 4  | Nyck de Vries        | ART Grand Prix                | 1:54.999   | +0.444    | 2        |
| 3                     | 8  | Luca Ghiotto         | UNI-Virtuosi                  | 1:55.037   | +0.482    | 3        |
| 4                     | 5  | Sérgio Sette Câmara  | DAMS                          | 1:55.677   | +1.122    | 4        |
| 5                     | 16 | Jordan King          | MP Motorsport                 | 1:55.704   | +1.149    | 5        |
| 6                     | 9  | Mick Schumacher      | Prema Racing                  | 1:55.797   | +1.242    | 6        |
| 7                     | 6  | Nicholas Latifi      | DAMS                          | 1:55.835   | +1.280    | 7        |
| 8                     | 15 | Jack Aitken          | Campos Racing                 | 1:55.949   | +1.394    | 8        |
| 9                     | 19 | Anthoine Hubert      | BWT Arden                     | 1:56.138   | +1.583    | 9        |
| 10                    | 21 | Ralph Boschung       | Trident                       | 1:56.153   | +1.598    | 10       |
| 11                    | 11 | Callum Ilott         | Sauber Junior Team by Charouz | 1:56.215   | +1.660    | 11       |
| 12                    | 1  | Louis Delétraz       | Carlin                        | 1:56.326   | +1.771    | 12       |
| 13                    | 7  | Csou Kuan-jü         | UNI-Virtuosi                  | 1:56.454   | +1.899    | 13       |
| 14                    | 20 | Giuliano Alesi       | Trident                       | 1:56.555   | +2.000    | 14       |
| 15                    | 3  | Nyikita Mazepin      | ART Grand Prix                | 1:56.568   | +2.013    | 15       |
| 16                    | 14 | Dorian Boccolacci    | Campos Racing                 | 1:56.653   | +2.098    | 16       |
| 17                    | 12 | Juan Manuel Correa   | Sauber Junior Team by Charouz | 1:56.936   | +2.381    | 17       |
| 18                    | 18 | Tatiana Calderón     | BWT Arden                     | 1:58.164   | +3.609    | 18       |
| 19                    | 17 | Mahaveer Raghunathan | MP Motorsport                 | 2:00.747   | +6.192    | B[1]     |
| 107%-os idő: 2:02.573 |    |                      |                               |            |           |          |
| —                     | 10 | Sean Gelael          | Prema Racing                  | idő nélkül | –         | 19[2]    |
| Forrás:               |    |                      |                               |            |           |          |

Megjegyzések:
- ↑ 1:  – Mahaveer Raghunathan tíz rajthelyes büntetést kapott, miután kétszer haladt át a kockás zászlón a bahreini nagydíjon. Továbbá az utolsó rajthelyről kezdhette csak meg a futamokat, miután kihagyta a hivatalos súlymérést.
- ↑ 2:  – Sean Gelael nem futott mért kört a kvalifikáció során, de megkapta a rajtengedélyt.

### Főverseny
| Poz.                                                                | #  | Versenyző            | Csapat                        | Körök | Idő/Kiesés       | Rajthely  | Pont    |
| ------------------------------------------------------------------- | -- | -------------------- | ----------------------------- | ----- | ---------------- | --------- | ------- |
| 1                                                                   | 15 | Jack Aitken          | Campos Racing                 | 26    | 1:02:27.628      | 8         | 25+2[1] |
| 2                                                                   | 4  | Nyck de Vries        | ART Grand Prix                | 26    | +2.221           | 2         | 18      |
| 3                                                                   | 16 | Jordan King          | MP Motorsport                 | 26    | +4.134           | 5         | 15      |
| 4                                                                   | 6  | Nicholas Latifi      | DAMS                          | 26    | +4.604           | 7         | 12      |
| 5                                                                   | 14 | Dorian Boccolacci    | Campos Racing                 | 26    | +9.499           | 16        | 10      |
| 6                                                                   | 10 | Sean Gelael          | Prema Racing                  | 26    | +12.313          | 19        | 8       |
| 7                                                                   | 12 | Juan Manuel Correa   | Sauber Junior Team by Charouz | 26    | +13.154          | 17        | 6       |
| 8                                                                   | 3  | Nyikita Mazepin      | ART Grand Prix                | 26    | +13.676          | 15        | 4       |
| 9[2]                                                                | 8  | Luca Ghiotto         | UNI-Virtuosi                  | 26    | +14.613          | 3         | 2       |
| 10                                                                  | 19 | Anthoine Hubert      | BWT Arden                     | 26    | +18.200          | 9         | 1       |
| 11                                                                  | 17 | Mahaveer Raghunathan | MP Motorsport                 | 26    | +29.798          | bokszutca |         |
| 12                                                                  | 21 | Ralph Boschung       | Trident                       | 26    | +1:00.507        | 10        |         |
| 13                                                                  | 2  | Nobuharu Matsushita  | Carlin                        | 25    | +1 kör           | 1         | 4       |
| ki                                                                  | 5  | Sérgio Sette Câmara  | DAMS                          | 19    | baleset          | 4         |         |
| ki                                                                  | 1  | Louis Delétraz       | Carlin                        | 19    | baleseti sérülés | 12        |         |
| ki                                                                  | 11 | Callum Ilott         | Sauber Junior Team by Charouz | 18    | fékek            | 11        |         |
| ki                                                                  | 18 | Tatiana Calderón     | BWT Arden                     | 16    | hidraulika       | 18        |         |
| ki                                                                  | 7  | Csou Kuan-jü         | UNI-Virtuosi                  | 16    | baleset          | 13        |         |
| ki                                                                  | 9  | Mick Schumacher      | Prema Racing                  | 7     | kicsúszás        | 6         |         |
| ki                                                                  | 20 | Giuliano Alesi       | Trident                       | 0     | baleset          | 14        |         |
| Leggyorsabb kör: Macusita Nobuharu (Carlin) — 1:56.778 (25. kör)[1] |    |                      |                               |       |                  |           |         |
| Forrás:                                                             |    |                      |                               |       |                  |           |         |

Megjegyzés:
- ↑ 1:  – Eredetileg Macusita Nobuharu szerezte meg a leggyorsabb kört, azonban mivel az első 10-en kivűl végzett, így Jack Aitken kapta a pluszpontokat.
- ↑ 2:  – Luca Ghiotto eredetileg a 6. pozícióban intették le, azonban a Sérgio Sette Câmaraval történt balesete miatt egy öt másodperces időbüntetésben részesült.[5]

### Sprintverseny
| Poz.                                                                | #  | Versenyző            | Csapat                        | Körök | Idő/Kiesés | Rajthely | Pont   |
| ------------------------------------------------------------------- | -- | -------------------- | ----------------------------- | ----- | ---------- | -------- | ------ |
| 1                                                                   | 6  | Nicholas Latifi      | DAMS                          | 19    | 48:43.284  | 4        | 15     |
| 2                                                                   | 12 | Juan Manuel Correa   | Sauber Junior Team by Charouz | 19    | +0.961     | 2        | 12     |
| 3                                                                   | 15 | Jack Aitken          | Campos Racing                 | 19    | +1.521     | 8        | 10     |
| 4                                                                   | 4  | Nyck de Vries        | ART Grand Prix                | 19    | +2.602     | 7        | 8      |
| 5                                                                   | 9  | Mick Schumacher      | Prema Racing                  | 19    | +3.247     | 19       | 6      |
| 6                                                                   | 5  | Sérgio Sette Câmara  | DAMS                          | 19    | +4.060     | 14       | 4+2[1] |
| 7                                                                   | 14 | Dorian Boccolacci    | Campos Racing                 | 19    | +6.503     | 6[2]     | 2      |
| 8                                                                   | 10 | Sean Gelael          | Prema Racing                  | 19    | +7.724     | 3        | 1      |
| 9                                                                   | 11 | Callum Ilott         | Sauber Junior Team by Charouz | 19    | +7.729     | 16       |        |
| 10                                                                  | 7  | Csou Kuan-jü         | UNI-Virtuosi                  | 19    | +9.293     | 18       |        |
| 11                                                                  | 19 | Anthoine Hubert      | BWT Arden                     | 19    | +11.074    | 10       |        |
| 12                                                                  | 2  | Macusita Nobuharu    | Carlin                        | 19    | +11.235    | 13       |        |
| 13                                                                  | 17 | Mahaveer Raghunathan | MP Motorsport                 | 19    | +17.584    | 11       |        |
| ki                                                                  | 8  | Luca Ghiotto         | UNI-Virtuosi                  | 12    | baleset    | 9        |        |
| ki                                                                  | 16 | Jordan King          | MP Motorsport                 | 12    | baleset    | 5        |        |
| ki                                                                  | 3  | Nyikita Mazepin      | ART Grand Prix                | 12    | baleset    | 1        |        |
| ki                                                                  | 20 | Giuliano Alesi       | Trident                       | 8     | baleset    | 20       |        |
| ki                                                                  | 21 | Ralph Boschung       | Trident                       | 0     | baleset    | 12       |        |
| ki                                                                  | 1  | Louis Delétraz       | Carlin                        | 0     | kicsúszás  | 15       |        |
| ki                                                                  | 18 | Tatiana Calderón     | BWT Arden                     | 0     | baleset    | 17       |        |
| Leggyorsabb kör: Luca Ghiotto (UNI-Virtuosi) — 1:57.757 (6. kör)[1] |    |                      |                               |       |            |          |        |
| Forrás:                                                             |    |                      |                               |       |            |          |        |

Megjegyzés:
- ↑ 1:  – Eredetileg Luca Ghiotto szerezte meg a leggyorsabb kört, azonban mivel kiesett a versenyből, így Sérgio Sette Câmara kapta a pluszpontokat.
- ↑ 2:  – Dorian Boccolacci a 4. helyen kezdte volna meg a via, azonban kapott egy két rajthelyes büntetést, mivel nem követte a versenyfelügyelő utasítását.

## A bajnokság állása a verseny után
| H  | Versenyzők          | Pont | H  | Konstruktőrök  | Pont |
| -- | ------------------- | ---- | -- | -------------- | ---- |
| 1. | Nicholas Latifi     | 62   | 1. | DAMS           | 95   |
| 2. | Jack Aitken         | 43   | 2. | Campos Racing  | 55   |
| 3. | Luca Ghiotto        | 39   | 3. | UNI-Virtuosi   | 50   |
| 4. | Nyck de Vries       | 38   | 4. | ART Grand Prix | 42   |
| 5. | Sérgio Sette Câmara | 33   | 5. | Prema Racing   | 23   |